# Corvus J
Corvus J ist ein früherer Name eines Containerschiffs, das im Dezember 2012 vor der niederländischen Küste mit dem Autotransporter Baltic Ace kollidierte. Die Baltic Ace sank daraufhin. Die Corvus J wurde zu der Zeit unter der Flagge Zyperns als Feederschiff von B.G. Freight Line zwischen Antwerpen und dem Vereinigten Königreich eingesetzt. Das von Jüngerhans Maritime Services bereederte Schiff, gehörte der Mare Schiffahrtsgesellschaft mbH & Co. KG MS „CORVUS J“. Die Befrachtung oblag dem u. a. von den Reedereien Wessels und Jüngerhans gegründeten Harener Unternehmen Arkon Shipping. Jüngerhans Maritime Services bereederte unter anderem auch das Schwesterschiff Cetus J.

## Geschichte

### Bau und erste Einsatzjahre
Das Schiff wurde unter der Baunummer 201 auf der Detlef Hegemann Rolandwerft in Berne gebaut. Die Kiellegung fand am 14. Juni 2002, der Stapellauf am 8. Januar 2003 statt. Die Fertigstellung des Schiffes erfolgte am 24. März 2003. Das Schiff trat zunächst eine mehrjährige Charter bei der Norfolkline als Maersk Westland an, ab Oktober 2006 folgte eine Umbenennung in Dana Gothia für eine Charter bei der DFDS Container Line. Ende 2011 erhielt das Schiff erneut den ursprünglichen Baunamen Corvus J.

### Kollision mit derBaltic Ace
Am 5. Dezember 2012 kollidierte die Corvus J auf dem Weg von Grangemouth (Schottland) nach Antwerpen (Belgien) bei Dunkelheit, Schneegestöber und bis zu drei Meter hohen Wellen etwa 65 Kilometer vor der niederländischen Küste mit dem Autotransporter Baltic Ace, der sich auf dem Weg von Zeebrügge in Belgien nach Kotka in Finnland befand. Die Baltic Ace sank nach der Kollision innerhalb kürzester Zeit. Die Corvus J wurde beschädigt, blieb aber schwimmfähig und beteiligte sich an den Rettungsarbeiten. Nach den Reparaturarbeiten wurde das Schiff in Charon J umbenannt.

### Umbau zum Tiertransporter
Das Schiff wurde im September 2014 zusammen mit dem Schwesterschiff Cetus J verkauft. 2015 wurde es auf der Werft Kuzey Star Shipyard in Tuzla zum Tiertransporter umgebaut. Das umgebaute Schiff kam für die Gesellschaft Mira Shipping International als Jawan unter der Flagge Panamas in Fahrt. Im November 2018 kehrte die Jawan nach ihrem Reisebeginn von Portland (Australien) nach Maskat (Oman) dreimal in Folge mit Stabilitätsproblemen in den Hafen zurück und wurde dort am 20. Dezember 2018 von der Australian Maritime Safety Authority (AMSA) festgehalten. Die Behörde entzog dem Schiff die australische Zulassung zum Tiertransport und erlaubte nach der Entladung der an Bord befindlichen Tiere im Januar 2019 die Überführung des Schiffes zur Reparatur in Singapur.

## Schiffsbeschreibung
Das Schiff wird von einem Caterpillar-Dieselmotor angetrieben. Der mittelschnelllaufende Achtzylinder-Viertakt-Dieselmotor des Typs MaK 8 M 43 leistet 7200 kW bei 500/min. Er wirkt über Getriebe auf einen Verstellpropeller und verleiht dem Schiff eine Geschwindigkeit von maximal 18 Knoten. Zur Unterstützung von Anlege- und Ablegemanöver sowie Drehmanövern verfügt das Schiff über ein Bugstrahlruder mit 1000 kW Nennleistung. Zur Stromerzeugung ist ein mit 1200 kW Leistung angetriebener Wellengenerator mit 1500 kVA Nennleistung und zwei von Dieselmotoren mit jeweils 430 kW Leistung angetriebene Generatoren mit je 538 kVA Nennleistung installiert. Der von einem Dieselmotor mit 400 kW Leistung angetriebener Notgenerator hat eine Nennleistung von 500 kVA.
Der Rumpf des Schiffes ist eisverstärkt. Das Schiff verfügt über die Eisklasse E.

### Containerschiff
Das Schiff war als Containerschiff rund 134 Meter lang und 19,4 Meter breit. Der Tiefgang betrug maximal 7,3 Meter. Das Schiff war mit 6370 BRZ vermessen und verfügte über eine Tragfähigkeit von rund 8400 tdw und konnte rund 3700 m³ Ballastwasser aufnehmen.
Das Schiff verfügte über drei Laderäume. Es war mit einer Containerkapazität von 630 TEU, die sich auf 15 Bays verteilten und von denen 190 Einheiten im Raum und 440 an Deck Platz fanden bzw. 307 FEU beschrieben. Bei einer homogenen Beladung mit 14 t schweren Containern konnten 406 TEU geladen werden. Das Schiff war für die Beladung mit 20′-, 30′-, 40′- und 45′-Containern vorbereitet. Bei der Beladung mit 30′-Containern betrug die Kapazität 364 Einheiten, bei der Beladung mit 45′-Containern fanden 252 Einheiten Platz. In den drei Laderäumen konnten vier Container übereinander und sechs nebeneinander gestaut werden. An Deck fanden sieben Container nebeneinander Platz, die unter Berücksichtigung des Sichtstrahls bis zu sieben Lagen übereinander gestaut werden konnten. Das Schiff verfügte über 100 Anschlüsse für Kühlcontainer. Hiervon befanden sich 50 an Deck und 50 in den Laderäumen 2 und 3.
Das Deckshaus befindet sich ganz achtern. Die Container wurden komplett vor dem Deckshaus gestaut. Das Schiff verfügte über kein eigenes Ladegeschirr.

### Tiertransporter

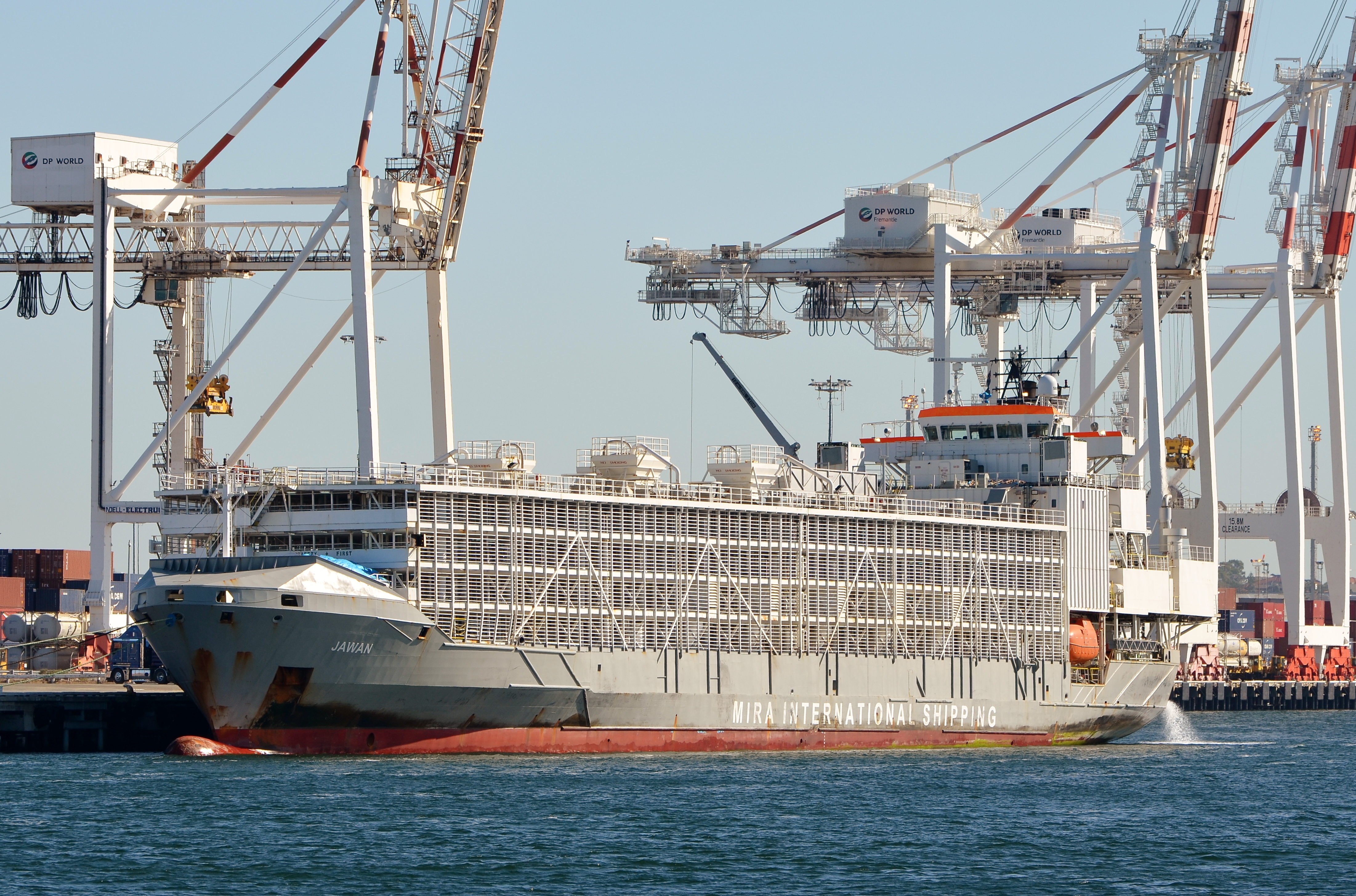
Jawan

Beim Umbau zum Tiertransporter wurden die Laderäume entfernt und durch drei Decks mit Ställen für den Tiertransport ersetzt. Diese werden künstlich be- und entlüftet. An Deck wurden vor dem Deckshaus fünf weitere, nach den Seiten offene Decks mit Ställen errichtet, die zusätzlich belüftet werden können. Für die für den Betrieb als Tiertransporter zusätzlich benötigte Besatzung wurden entsprechende Räumlichkeiten an das Deckshaus angebaut.
Beim Umbau des Schiffes wurden drei weitere Dieselgeneratorsätze eingebaut. Die Generatoren mit jeweils 1529 kVA Scheinleistung werden von Dieselmotoren mit 1223 kW Leistung angetrieben.